# Heinersdorfer Berg
Der Heinersdorfer Berg (auch Steinberg) ist eine Erhebung im Berliner Ortsteil Heinersdorf des Bezirks Pankow. Sein höchster Punkt liegt auf 53 m ü. NHN Höhe.
Die Erhebung liegt südöstlich des alten Ortskerns und ist heute mit Wohnhäusern bebaut. Auf sie verweist heute die Straße Am Steinberg, die am Hügel angelegt wurde.